# Nikolaj Ivanovič Vavilov
(Nikolaj Vavilov, in una riunione del VIRV - Istituto pansovietico di coltivazione delle piante, marzo 1939. Dal sito resistenze.org)
Nikolaj Ivanovič Vavilov (in russo Николай Иванович Вавилов) (Mosca, 25 novembre 1887 – Saratov, 26 gennaio 1943) è stato un agronomo, botanico e genetista russo.

## Biografia

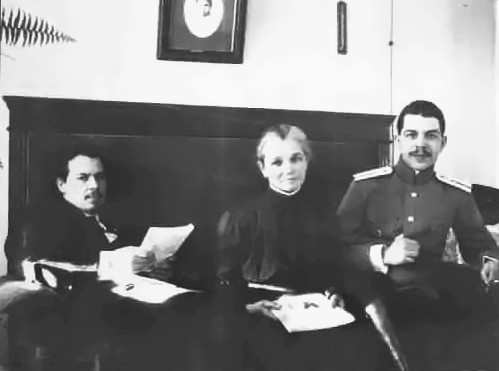
Nikolaj, il primo a sinistra, nel 1915, con la madre e il fratello minore Sergej

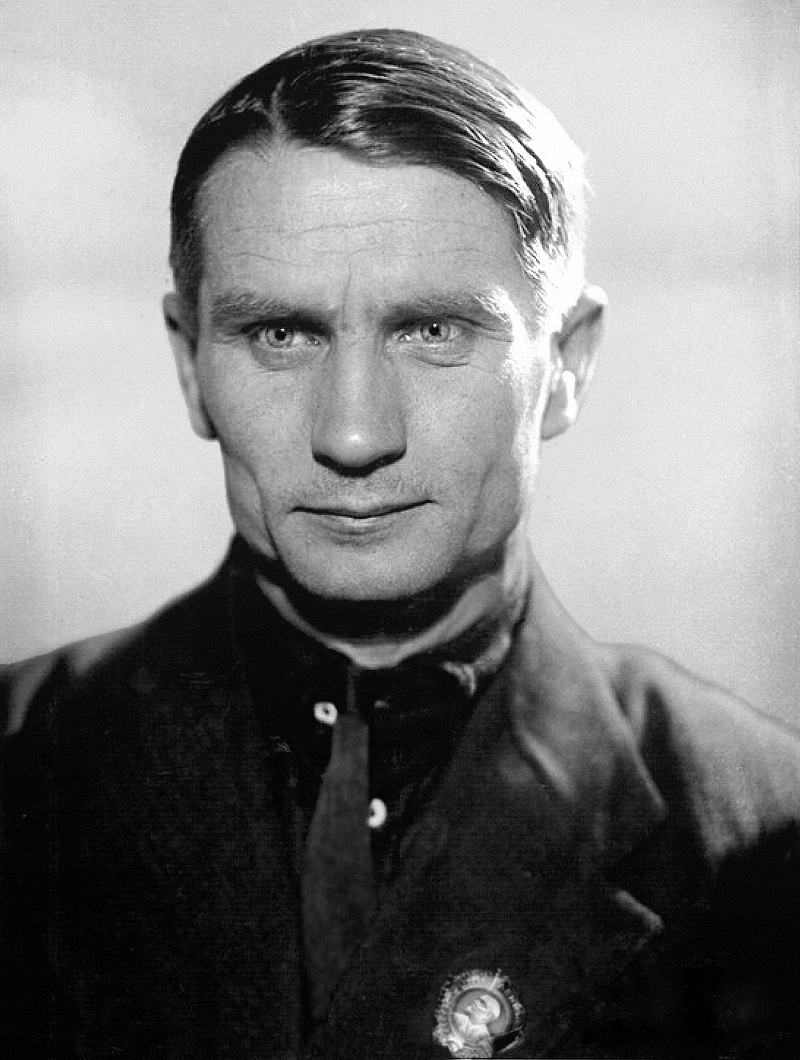
Trofim Lysenko, avversario di Vavilov

Nikolaj Vavilov nacque nel 1887 a Mosca in una famiglia di mercanti nella quale la cultura era particolarmente apprezzata. Fin da bambino, infatti, ebbe a disposizione un piccolo laboratorio domestico, ove poté esercitarsi insieme con il fratello minore Sergej, futuro fisico e storico della scienza. Nel 1911 si laureò all'Istituto agrario di Mosca. Negli anni successivi, sino al 1917, alternò attività di insegnamento e di ricerca in Russia e in alcuni paesi europei. In Gran Bretagna lavorò presso il laboratorio diretto dal genetista William Bateson. Nel 1917 divenne professore all'Istituto agrario di Voronež e poi all'Università di Saratov. Nel 1926 sposò la sua ex studentessa Elena Barulina che continuò le ricerche alla morte del marito specializzandosi sulle lenticchie.
Vinse per tre volte il premio Lenin, prestigioso riconoscimento sovietico, la prima volta nel 1926 per il suo lavoro sull'origine delle piante coltivate. Fondò e diresse dal 1929 al 1935 l'Accademia pansovietica Lenin delle scienze agrarie (VASChNiL), fu direttore dal 1931 al 1940 della Società pansovietica di Geografia, direttore dell'Istituto di Genetica dell'Accademia delle Scienze dell'Unione Sovietica, fondò e diresse l'Istituto pansovietico di coltivazione delle piante (VIRV), fu inoltre membro di organizzazioni scientifiche di vari paesi. Oppositore delle teorie neolamarckiste e dell'autoritarismo ideologico di Lysenko, giovane agronomo appoggiato dal regime, fu accusato di difendere la genetica classica mendeliana, considerata dagli ideologi del partito una «pseudoscienza borghese».
Nel 1939 fu eletto presidente del VII Congresso internazionale di Genetica ma, ormai in disgrazia presso le autorità politiche sovietiche, non poté partecipare ai lavori. Attaccato dal quotidiano Ėkonomičeskaja žizn' ("Vita economica"), 
progressivamente emarginato e rimosso dagli incarichi, fu arrestato nel 1940 dalla NKVD (Commissariato del popolo per gli affari interni). Accusato di "spionaggio a favore della Gran Bretagna e di boicottaggio dell'agricoltura sovietica", fu processato dal Collegio militare del Tribunale Supremo assieme al botanico Leonid Govorov, al genetista Georgij Karpečenko, all'agronomo Aleksandr Bondarenko e, il 9 luglio del 1941, condannati a morte. La pena, a differenza degli altri tre che furono fucilati, non fu immediatamente eseguita.

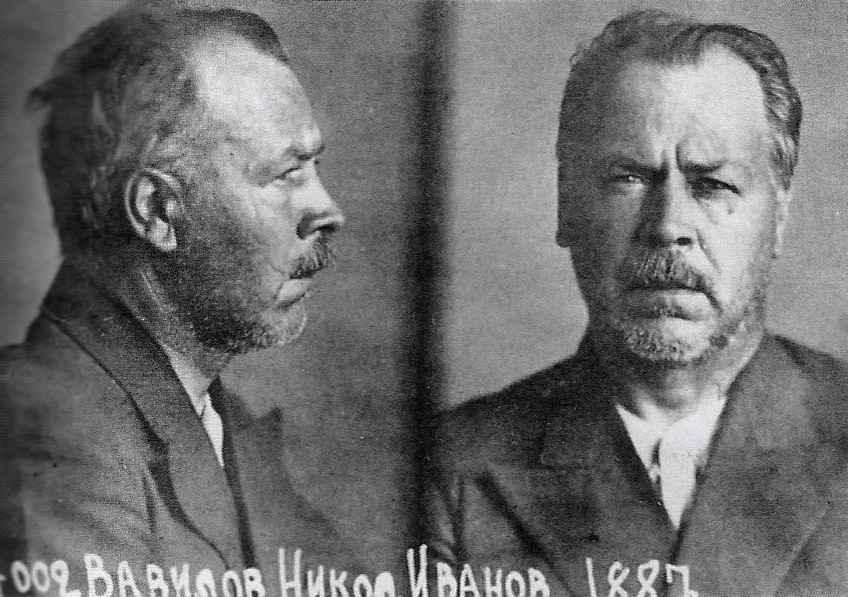
Nikolaj Vavilov fotografato nel 1942 nel carcere di Saratov

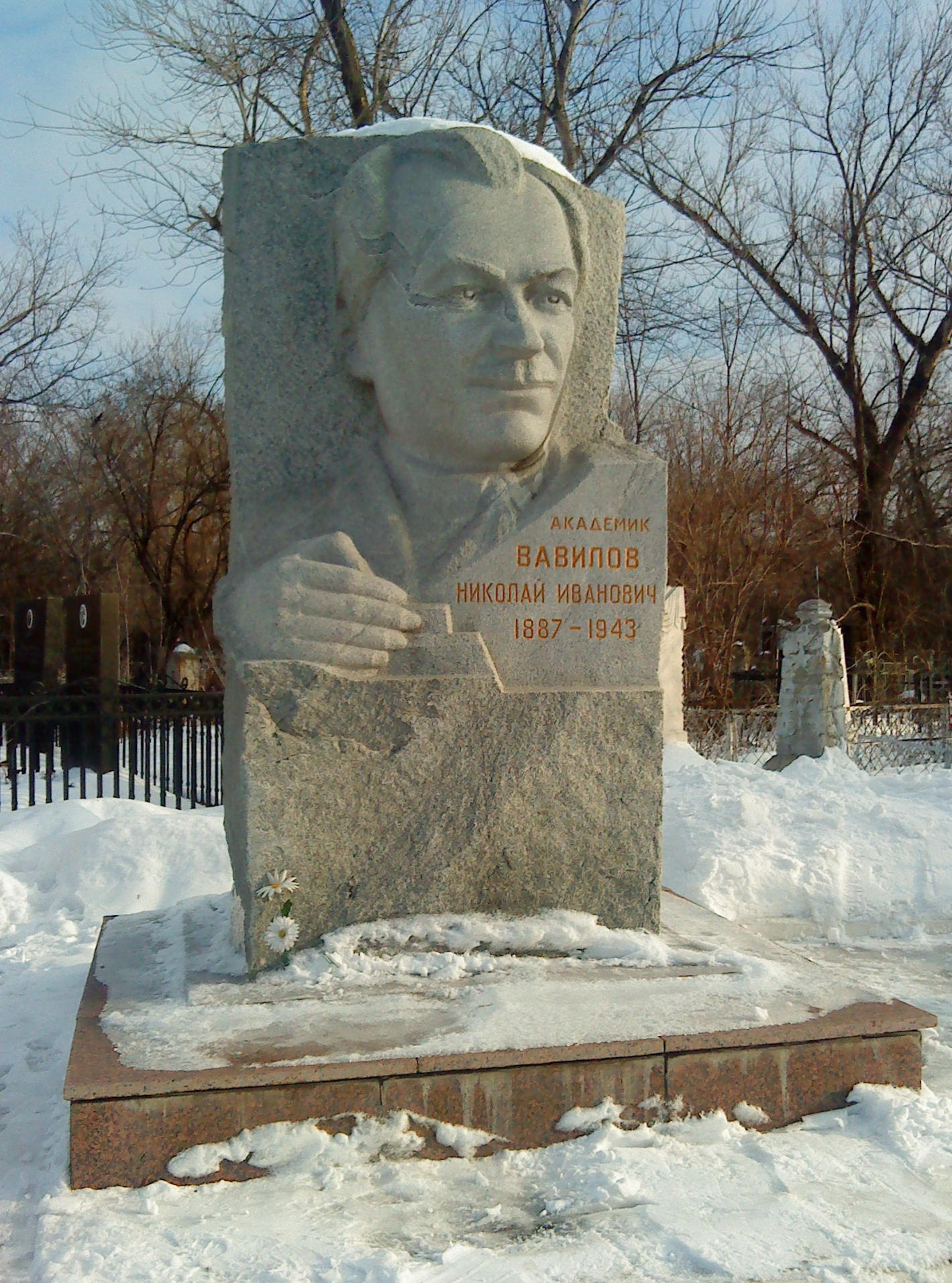
Stele dedicata a Vavilov nel cimitero di Saratov

Al termine dell'istruttoria, come era consuetudine nel periodo delle grandi purghe, i documenti di Vavilov, confiscati e considerati non interessanti ai fini dell'accusa, furono distrutti. Gli ufficiali dell'NKVD diedero alle fiamme molti quaderni ove lo scienziato aveva accuratamente annotato i risultati delle sue spedizioni scientifiche in vari paesi per lo studio delle piante coltivate, oltre a manoscritti preparatori per libri da pubblicare. In attesa dell'esecuzione capitale, fu recluso nel carcere di Saratov, sottoposto a un regime di detenzione particolarmente severo. Quando si presentò ai compagni di cella, lo scienziato commentò amaramente: «Parlando al passato vedete davanti a voi l'accademico Vavilov, che ora, secondo l'opinione degli investigatori, non è altro che sterco».
Nel 1942, sempre recluso, fu nominato, verosimilmente a sua insaputa, membro straniero della britannica Royal Society, associazione scientifica di grande prestigio internazionale, e la pena fu commutata in venti anni di detenzione. Nello stesso anno, la moglie e il figlio furono fatti evacuare da Leningrado, assediata dai tedeschi, e trasferiti a Saratov, a poca distanza dal luogo di detenzione di Nikolaj, ma non seppero nulla della vicinanza: le autorità gli avevano detto che il loro congiunto si trovava a Mosca. Vavilov, nonostante il cambio di pena, non riuscì comunque a sopravvivere al carcere: morì nel 1943, forse per malnutrizione. Dopo la morte di Stalin, fu riabilitato dalla Corte suprema sovietica nel 1955. Le vicende e il tragico epilogo della vita di Vavilov sono emblematici dei rapporti, spesso conflittuali, tra scienza e ideologia.

## Attività scientifica

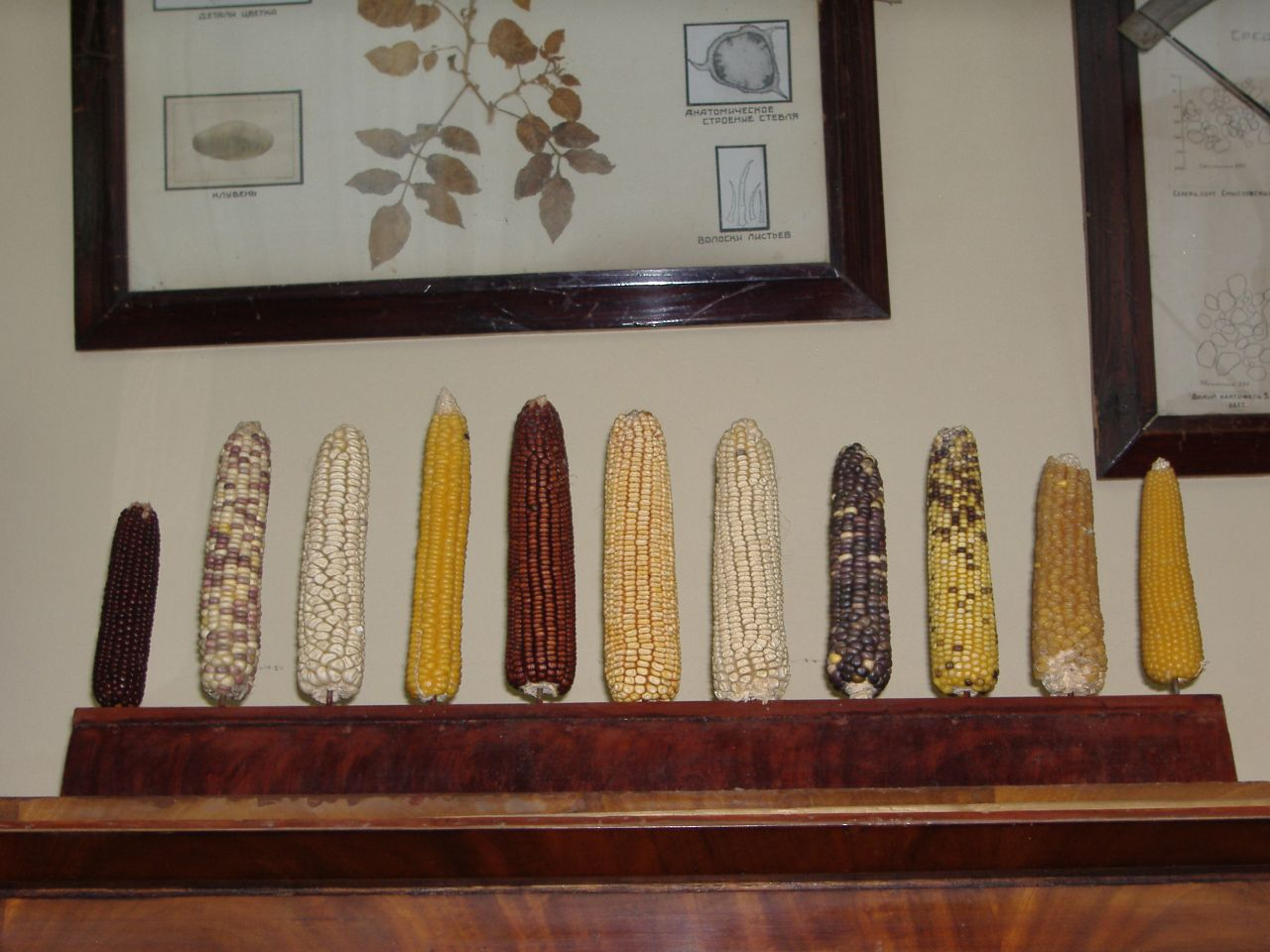
Varietà di mais raccolte da Vavilov

Nikolaj Vavilov fu uno scienziato dai multiformi interessi e di notevoli capacità organizzative. Antesignano degli studi sulla biodiversità, ebbe come obiettivo principale di tutta la sua attività, l'individuazione delle zone di origine delle principali piante alimentari coltivate e delle specie primitive dalle quali derivano. I luoghi di origine e diversificazione delle specie coltivate che furono identificati portano, ancora oggi, il suo nome (Centri di Vavilov). 
In queste zone era possibile trovare varietà con caratteristiche diverse, caratteristiche che potevano dimostrarsi vantaggiose per la coltivazione come, ad esempio, la resistenza alla siccità, al freddo o a specifiche malattie. Un tipo di pianta più adatto ad un determinato ambiente avrebbe garantito migliori rese produttive e, di conseguenza, maggiore produzione di cibo. 
Per le sue ricerche, in una lunga serie di spedizioni in Medio ed Estremo Oriente, in America Settentrionale nel Centro e Sud America e raccolse quante più sementi di piante coltivate fosse possibile. Il materiale raccolto fu ordinato, catalogato e conservato presso l'Istituto di botanica applicata di Leningrado, sorto per sua iniziativa fu la prima banca dei semi mondiale. L'Istituto disponeva, inoltre, di una rete di stazioni sperimentali, distribuite sull'ampio territorio sovietico, differenziate per condizioni climatiche e tipologia di terreno, ove le sementi potevano essere messe a coltura. Nel corso del lungo assedio tedesco della città, protrattosi dal settembre 1941 al gennaio 1944, i ricercatori dell'Istituto difesero la preziosa raccolta dai concittadini affamati.
Quattordici di loro preferirono morire di fame piuttosto che cibarsi delle sementi affidate alla loro custodia.

## Riconoscimenti

### Istituto Vavilov
Nel 1967 l'Istituto di botanica applicata venne dedicato a Vavilov e, dal 1992, ha preso il nome attuale di Istituto di ricerca N. I. Vavilov (VIR), in russo Всероссийский Институт Растениеводства им. Н.И.Вавилова.

### IseamountVavilov
Sono stati dedicati al suo nome due montagne sottomarine:
- il seamount Vavilov localizzato nel Mare di Ochotsk alle coordinate 46°55' N e 150°30' E[12];
- il seamount Vavilov localizzato nel Mar Tirreno alle coordinate 39° 51' N - 12° 35' E, tra la Penisola italiana e la Sardegna, a 160 km sud-est del golfo di Napoli[13].

## Pubblicazioni
- Studies on the Origin of Cultivated Plants. Institut de botanique appliquée, Leningrad, 1926
- Theoretical principles of the selection of the plants. Moscow - Leningrad, 1935
- The Origin, Variation, Immunity and Breeding of Cultivated Plants. Selected Writings (a cura di Chester K. Starr), in Chronica botanica, 13: 1-6, Waltham, Mass., 1949-50
- World Resources of Cereals, Leguminous Seed Crops and Flax. Academy of Sciences of Urss, National Science Foundation, Washington, Israel Program for Scientific Translations, Jerusalem, 1960
- Five continents. Rome, IPGRI[14], 1997. ISBN 92-9043-302-7.
- L'origine delle piante coltivate. I centri di diffusione della diversità agricola, Pentagora, Savona, 2015